# Badminton-Nationalliga A 2001/02
Die Badminton-Nationalliga A der Saison 2001/2002 als höchste Spielklasse im Badminton in der Schweiz zur Ermittlung des nationalen Mannschaftsmeisters bestand aus einer Vorrunde im Modus Jeder gegen jeden und anschliessenden Play-off-Spielen. Meister wurde BC La Chaux-de-Fonds.

## Vorrunde
| Platz | Team                  | Punkte | Spiele | +/- | Sätze   | +/-  | Partien |
| ----- | --------------------- | ------ | ------ | --- | ------- | ---- | ------- |
| 1     | BC La Chaux-de-Fonds  | 37     | 71:41  | 30  | 245:160 | 85   | 14      |
| 2     | Union Tafers-Fribourg | 33     | 65:47  | 18  | 229:173 | 56   | 14      |
| 3     | BV Team Basel         | 33     | 63:49  | 14  | 226:191 | 35   | 14      |
| 4     | BC Uzwil              | 31     | 59:53  | 6   | 211:198 | 13   | 14      |
| 5     | BC Genève             | 30     | 60:52  | 8   | 212:190 | 22   | 14      |
| 6     | BC Adliswil           | 26     | 52:60  | −8  | 194:219 | −25  | 14      |
| 7     | BC Adligenswil        | 24     | 49:63  | −14 | 182:219 | −37  | 14      |
| 8     | BV Thurgau            | 10     | 29:83  | −54 | 117:266 | −149 | 14      |

## Halbfinale
- BC La Chaux-de-Fonds – BC Uzwil: 6:2, 7:1
- BV Team Basel – Union Tafers-Fribourg: 5:3, 4:4

## Finale
- BC La Chaux-de-Fonds – BV Team Basel: 5:3, 4:4